# Nova Božurna
Nova Božurna (en serbe cyrillique : Нова Божурна) est un village de Serbie situé dans la municipalité de Prokuplje, district de Toplica. Au recensement de 2011, il comptait 224 habitants.

## Démographie

### Évolution historique de la population
| 1948 | 1953 | 1961 | 1971 | 1981 | 1991 | 2002 | 2011 |
| ---- | ---- | ---- | ---- | ---- | ---- | ---- | ---- |
| 306  | 314  | 295  | 273  | 235  | 260  | 239  | 224  |

|  |